# Магдебургский водный мост

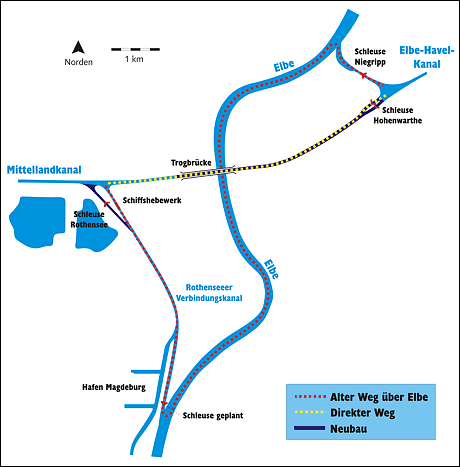
Карта соединения каналов через Магдебургский мост

Магдебургский водный мост (нем. Kanalbrücke Magdeburg, водный путь целиком называется Wasserstraßenkreuz Magdeburg) — водный мост в Германии, соединяющий два важных канала: Канал Эльба-Хафель и Среднегерманский канал, через который осуществляется сообщение между восточными – Берлинским и Бранденбургскими индустриальными районами с западным индустриальным районом — долиной Рура. Крупнейший водный мост Европы.
Мост находится в 10 км к северу от центра Магдебурга. На правом берегу Эльбы у моста находится населённый пункт Хоэнварте.
Длина моста составляет 918 метров.
Впервые идея строительства такого моста высказывалась ещё в 1919 году, и к 1938 году судоподъёмник Ротензее и быки моста были готовы. Однако дальнейшее строительство откладывалось с 1942 года из-за начавшейся Второй мировой войны. После того, как Германия была разделена в начале холодной войны, строительство было отложено на неопределённый срок правительством ГДР. С объединением Германии его возведение опять стало приоритетной задачей.
Строительство началось в 1997 году и было завершено через шесть лет (в октябре 2003 года). На него было затрачено около полумиллиарда евро, 68 000 м³ бетона и 24 000 т стали.
Теперь мост соединяет внутренний речной порт Берлина с портами на Рейне. До его возведения суда были вынуждены совершать двенадцатикилометровый крюк по Эльбе и двойное шлюзование через ротензеевский шлюз и через шлюз «Нигрипп».

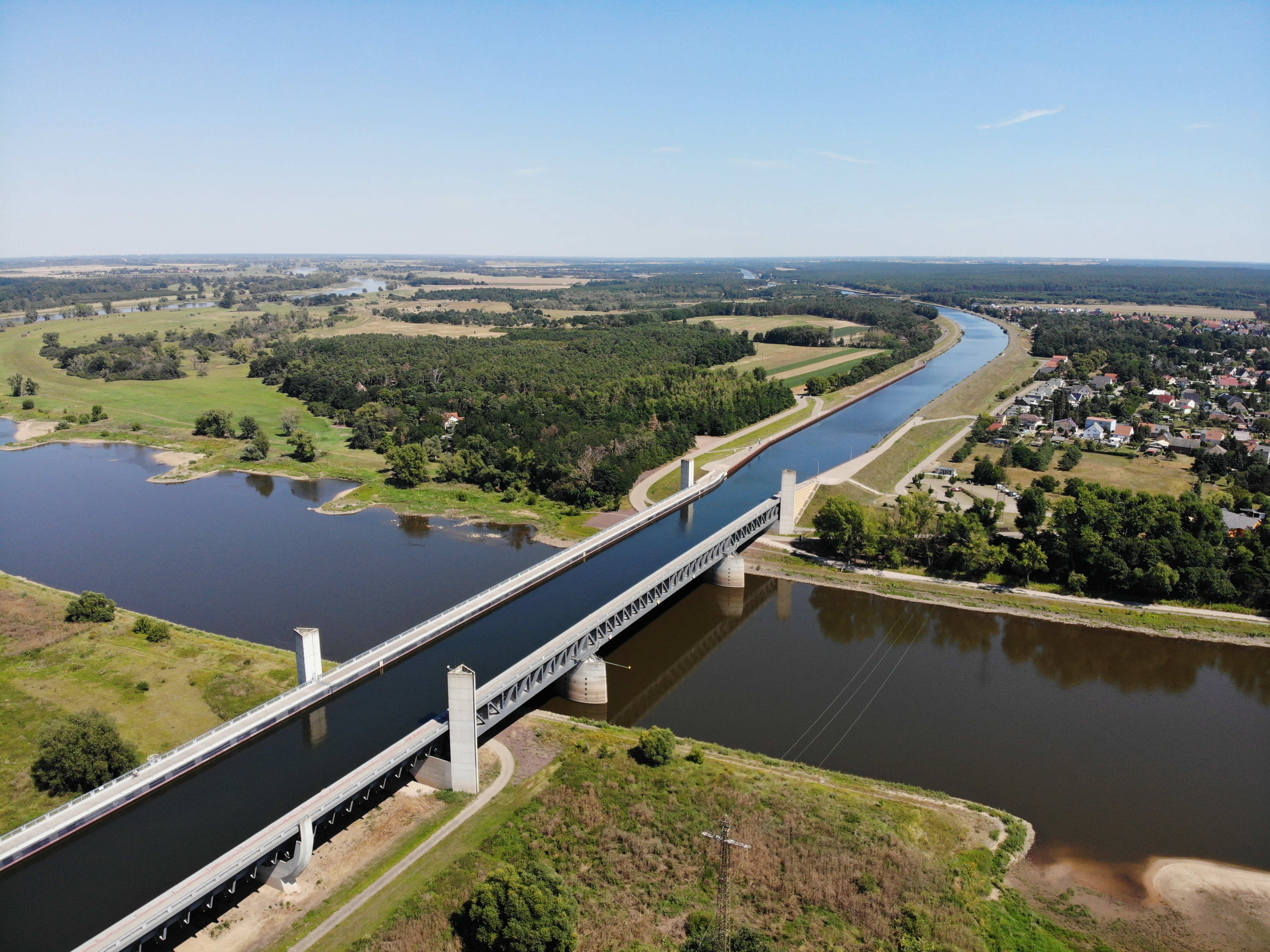
Основной пролёт моста

## Параметры
- Общая длина: 918 м (из них 690 м над сушей, 228 м над водой)
- Ширина русла: 34 м
- Глубина: 4,25 м
- Максимальный пролёт: 106 м
- Просвет: 6,25 м
- Использованные материалы: около 68 000 м³ бетона, 24 000 т стали
- Сооружение началось в 1997 году и завершилось в 2003 году

## Шлюзы
Для спуска судов в Канал Эльба-Хафель был построен двойной шлюз. На другом конце моста судоподъёмник Ротензее используется для спуска в Среднегерманский канал.